# Hemiphileurus hiekei
Hemiphileurus hiekei är en skalbaggsart som beskrevs av Fortuné Chalumeau 1988. Hemiphileurus hiekei ingår i släktet Hemiphileurus och familjen Dynastidae. Inga underarter finns listade i Catalogue of Life.